# Jacob Golden

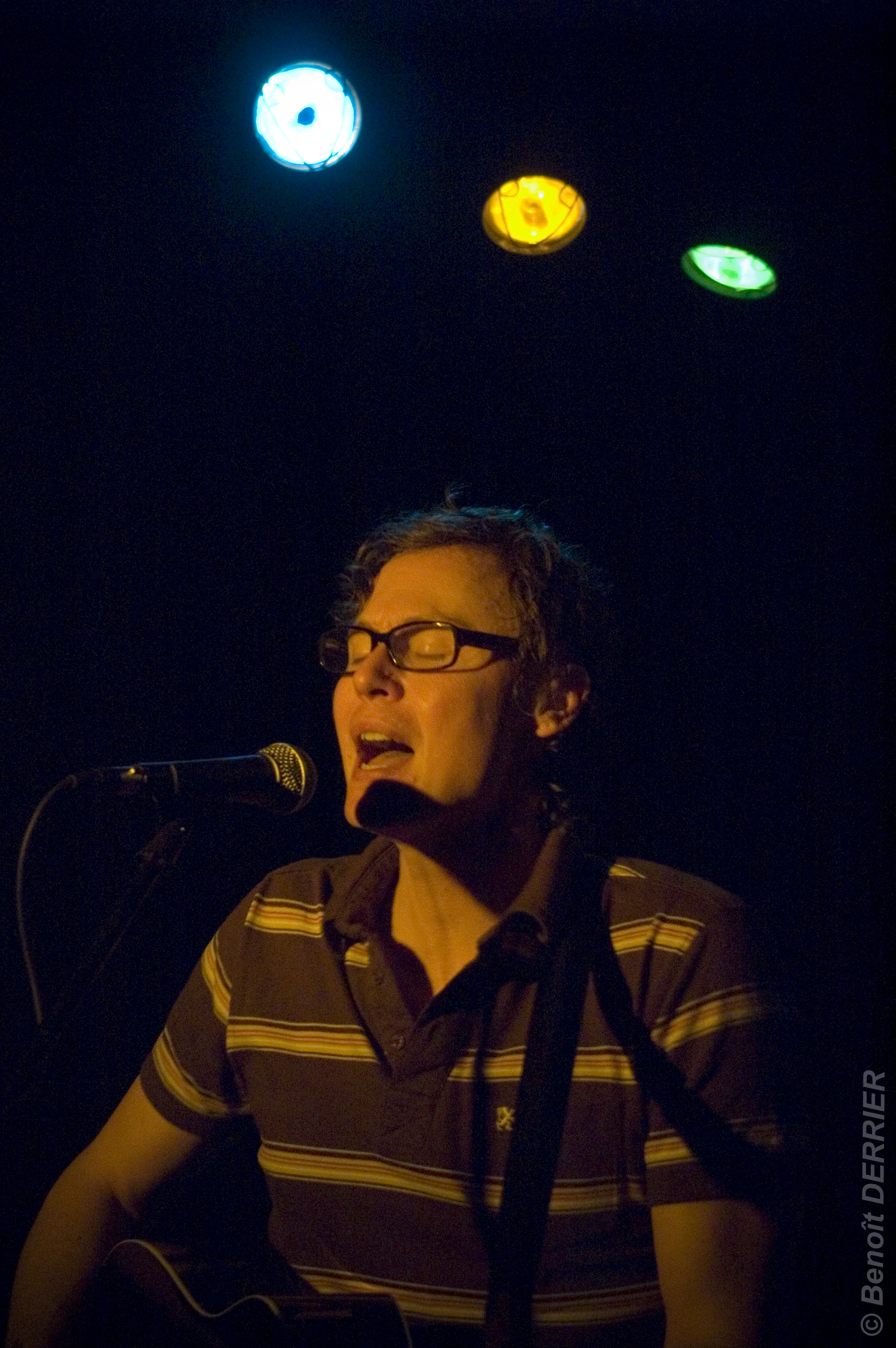
Jacob Golden (2008)

Jacob Golden (* frühe 1970er Jahre) ist ein aus Sacramento in Kalifornien stammender Sänger, Songwriter und Gitarrist. Seine vorige Band Birthday löste sich bereits nach der ersten Single auf, seitdem ist er als Solokünstler unterwegs.

## Beschreibung
Jacob Golden, der zwischenzeitlich in London lebte und mittlerweile in Los Angeles wohnt, zeichnet sich durch sein komplexes, melancholisches Songwriting und seine stark gefühlvolle und außergewöhnlich hohe Stimme aus. Musikalisch ist sein Gesamtschaffen irgendwo zwischen melancholischem Triphop und Indie-Elektropop sowie akustischem Folk mit britischen Einflüssen einzuordnen.
Als Frontmann der eher unbekannteren kalifornischen Bands Flood, Brother, Orisha und Youth Symphony schaffte er es 2000 schließlich durch seine letzte Band, Birthday, das Interesse der Plattenfirmen auf sich zu lenken. Nach nur einer Single mit der Band bot Rough Trade ihm einen Plattendeal als Solokünstler an.

## Werdegang

### Solokarriere
Seine erste Veröffentlichung hatte Jacob Golden 2001 mit dem Minialbum Jacob Golden, das in einem Digipack via Rough Trade weltweit vertrieben wurde. Die CD trägt irritierenderweise die Aufschrift „Sex Toys“. Das erste Langspielalbum veröffentlichte er ein Jahr später. Sein 2002er Single-Hit Come On Over ist ein zwar elektronisch produzierter, aber ansonsten typischer Britpop-Song. Für das dazugehörige Album wurde er von den Medien gut und gern mit Jeff Buckley verglichen. Hallelujah World enthält auch den einzigen Hit von Birthday, Polyamory. Die Aufnahmen für sein Soloprojekt 2001–2002 tätigte er allesamt mit dem Elektronik-Bastler David Kosten a.k.a. Faultline.

### Projektphase
Im Gegenzug unterstützte Jacob Golden David Kosten bei der Fertigstellung dessen 2002er Albums, das dieser u. a. mit Musikern der Bands wie R.E.M., Flaming Lips und Coldplay aufnahm. Seit 2003 hat er unter anderem  mit Elektromusikern wie Iain Archer und Nitin Sawhney zusammengearbeitet. Seit 2005 arbeitet Golden mit dem kalifornischen DJ und Produzenten Dusty Brown als Little Foxes zusammen.

### Solocomeback
Ab 2005 nahm Jacob Golden sein zweites offizielles Soloalbum auf, das hauptsächlich aus akustischen Liedern besteht. Die Songs werden überwiegend von einer Akustikgitarre und Jacobs Stimme getragen. Die Endproduktion übernahm wiederum David Kosten. Im Frühjahr 2007 wurde das Album zunächst nur via Mailorder veröffentlicht. Der Track On a Saturday wurde zusätzlich als Soundtrack-Beitrag zur letzten Folge von O. C., California via Musikdownload online vertrieben.

## Veröffentlichungen

### Als Solokünstler
- Jacob Golden (Minialbum, 2001)
- Come On Over (Single, 2002)
- Hallelujah World (Album, 2002)
- On a Saturday (Soundtrack-Beitrag, O. C., California, 2007)
- Revenge Songs (Album, 2007)
- The Invisible Record (Album, 2015)

### In Kollaborationen
- Birthday - Welcome To Life EP (2000)
- Faultline - Your Love Means Everything (Album, 2002)   Bitter Kiss (Gesang/Gitarre), Where Is My Boy (Gitarre - mit Chris Martin) und Green Fields (Back Vocals - mit Michael Stipe)
- Nitin Sawhney - Human (Album, 2003)   Gesang bei Say Hello, Promise und Falling Angels
- Faultline - Your Love Means Everything (Re-Release ohne Bitter Kiss, 2004)
- Nitin Sawhney - Philtre (Album, 2005)   Gesang bei Everything
- Little Foxes - Little Foxes EP (2006)
- Little Foxes - Fade Me Out (auf iso50's Dry Waves, 2010)